# Leuhî, Illinți
Leuhî (în ucraineană Леухи) este o comună în raionul Illinți, regiunea Vinnița, Ucraina, formată numai din satul de reședință.

## Demografie
Componența lingvistică a satului Leuhî
     Ucraineană (99,5%)
     Alte limbi (0,5%)
Conform recensământului din 2001, majoritatea populației satului Leuhî era vorbitoare de ucraineană (99,5%), existând în minoritate și vorbitori de alte limbi.